# Wacław Berka
Wacław Rudolf Gustaw Berka, ps. „Brodowicz”, „Wacław” (ur. 8 lipca 1894 w Warszawie, zm. sierpień 1944 w KL Sachsenhausen) – podpułkownik dyplomowany piechoty Wojska Polskiego.

## Życiorys
Urodził się 8 lipca 1894 jako syn Stanisława, obywatela niemieckiego, i Marii Viertel. Uczył się od 1906 w Gimnazjum im. Mikołaja Reja w Warszawie, a świadectwo dojrzałości otrzymał w 1914. Był członkiem Polskich Drużyn Strzeleckich. Przebywał na terenie Rosji w czasie I wojny światowej. Junkier Mikołajewskiej Szkoły Piechoty w Kijowie, w której był komendantem Polskiej Ligi Wojennej Walki Czynnej. W założonym w maju 1917 w Kijowie Towarzystwie Wiedzy Wojskowej był członkiem zarządu. W 1918 służył w I Korpusie Polskim.
Od 10 marca do 1 października 1919 był słuchaczem Klasy „M” (klasa 13.) Szkoły Podchorążych Piechoty w Warszawie. Po jej ukończeniu był przydzielony na krótko do Francuskiej Misji Wojskowej, a następnie służył w 9 pułku piechoty Legionów.
13 października 1923 został przydzielony do Wyższej Szkoły Wojennej w Warszawie, w charakterze słuchacza V Kursu Normalnego. 1 października 1925, po ukończeniu kursu i otrzymaniu dyplomu naukowego oficera Sztabu Generalnego, został przydzielony do Oddziału III Sztabu Generalnego. Następnie pełnił służbę w Biurze Ogólnoorganizacyjnym Ministerstwa Spraw Wojskowych, a później w 86 pułku piechoty na stanowisku dowódcy kompanii karabinów maszynowych. W 1932 był oficerem 15 pułku piechoty „Wilków” w Dęblinie, a od 1934 oficerem sztabu w Dowództwie 19 Dywizji Piechoty w Wilnie, a od 1936 oficerem Oddziału I Sztabu Głównego. Wiosną 1939 był w tym oddziale kierownikiem I Referatu Mobilizacyjnego. W 1936 awansował do stopnia majora z 120. lokatą w korpusie oficerów piechoty.
Od 1922 był członkiem komitetu redakcyjnego „Bellony”, a w 1928 sekretarzem redakcji „Przeglądu Piechoty”. W latach 1921–1922 pełnił funkcję sekretarza Towarzystwa Wiedzy Wojskowej, w latach 1922–1923 zastępcy sekretarza, a w latach 1925–1926 i 1927–1928 członka Zarządu Głównego.
Był encyklopedystą. Został wymieniony w gronie edytorów ośmiotomowej Encyklopedii wojskowej wydanej w latach 1931–1939 gdzie zredagował hasła związane z armiami obcymi .
Po agresji III Rzeszy na Polskę uczestniczył we wrześniu 1939 w obronie Lwowa. Brał udział 19 września w rozmowach z oficerami Armii Czerwonej jako tłumacz oraz wyznaczony na oficera łącznikowego do dalszych rozmów. Dostał się w dniu następnym do niewoli niemieckiej, ale zbiegł z niej po kilku dniach i przedostał się do Warszawy, w której zamieszkał przy ulicy Świętokrzyskiej pod przybranym nazwiskiem „Krajewski”.
Od października 1939 działał w konspiracji jako szef Oddziału II kolejno Dowództwa Głównego Służby Zwycięstwu Polski, Komendy Okupacji Niemieckiej i Komendy Głównej Związku Walki Zbrojnej. 1 lipca 1940 rozkazem L.1/BP awansował do stopnia podpułkownika. Wiosną 1942 zapadł na gruźlicę i był zmuszony przekazać funkcję podpułkownikowi Marianowi Drobikowi, lecz pozostał konsultantem-doradcą nowego szefa Oddziału II Komendy Głównej Armii Krajowej.
W listopadzie 1943, gdy przebywał na leczeniu w otwockim sanatorium, został aresztowany, a następnie poddany śledztwu w siedzibie Gestapo przy Al. Szucha. Przebywał w ścisłej izolacji na Pawiaku, gdzie był torturowany. Według Andrzeja Kunerta został przewieziony do niemieckiego obozu koncentracyjnego KL Sachsenhausen i tam w sierpniu 1944 zamordowany.

## Ordery i odznaczenia
- Krzyż Srebrny Orderu Wojennego Virtuti Militari nr 12726 (1944)[7]
- Krzyż Niepodległości (17 września 1932)[8]
- Krzyż Walecznych (trzykrotnie, w tym: 28 września 1944)
- Złoty Krzyż Zasługi (10 listopada 1938)[9]
- Srebrny Krzyż Zasługi (28 lutego 1925)[10]
- Medal Zwycięstwa (Médaille Interalliée)[11]

## Publikacje
- O polski czyn zbrojny na Wschodzie 1914–1918. Warszawa: nakładem Komitetu Obywatelskiego Obchodu Dziesiątej Rocznicy Powstania Polskiej Ligi Wojennej Walki Czynnej, 1925.